# Claude Barthélemy
Claude Barthélemy (Cabo Haitiano, 9 de maio de 1945 – Nova Jérsei, 6 de abril de 2020) foi um futebolista profissional e treinador haitiano que atuava como atacante.

## Carreira
Claude Barthélemy fez parte do elenco histórico da Seleção Haitiana de Futebol, na Copa do Mundo de 1974, ele teve uma presença.. Chegou a dirigir a Seleção Haitiana como técnico na década de 1980.

## Morte
Barthélemy morreu no dia 6 de abril de 2020, aos 74 anos, em Nova Jérsei.